# Jungfraubahn Holding
Die Jungfraubahn Holding AG (JBH) ist eine schweizerische Publikums-Aktiengesellschaft, deren Zweck in der Beteiligung an Transport- und Touristikunternehmen und damit verbundenen Geschäften (Kraftwerke, Parkhäuser, Reisebüros, Gaststätten) liegt. Die Gründung der Jungfraubahn Holding AG erfolgte 1994, zwei Jahre später wurden die Aktien an der Schweizer Börse kotiert.

## Unternehmen
Das Aktienkapital der Jungfraubahn Holding besteht aus 5'835'000 Aktien mit einem Nominalwert von 1.50 Franken. Diese sind an der Schweizer Börse SIX Swiss Exchange und an der Berner Börse Berne eXchange kotiert.
Bedeutende Aktionäre sind, mit Stand vom 31. Dezember 2023, die Berner Kantonalbank (10 %), die JSP Sicherheitsdienste Alarmempfang und Intervention (Schweiz) AG, Zollikofen (4,7 %), Medien- und Unternehmungsförderungsstiftung FERS, Bern (4,2 %), Jungfraubahn Holding AG (4,3 %), Martin Haefner, Horw (4,2 %) und Credit Suisse Funds AG, Zürich (4,1 %). Das Unternehmen erzielte 2009 mit rund 500 Mitarbeitern einen konsolidierte Betriebsertrag von 134,3 Millionen Franken, davon 102 Millionen aus Verkehrserlösen und 8 Millionen aus Abgeltungen der öffentlichen Hand für die ganzjährige Verkehrserschliessung von Wengen und Mürren. Im Jahr 2020 brachen die Gästezahlen infolge der Corona-Pandemie ein.
2022 trat Thomas Bieger als Verwaltungsratspräsident zurück. Dazu schied Peter Baumann aufgrund der Amtsdauerbegrenzung aus. Heinz Karrer rückte innerhalb des Verwaltungsrates auf die Position des Präsidenten nach und Thomas Ruoff sowie Catherine Mühlemann wurden neu in den Verwaltungsrat gewählt. Im Juni 2025 wurde Oliver Hammel CEO, er folgte auf Urs Kessler, der in den Ruhestand trat.

## Beteiligungen
Die Struktur im Jahr 2022 der JBH präsentierte sich wie folgt:
- Konzerngesellschaften (voll konsolidiert)
  - Jungfraubahn AG, 100 %
  - Wengernalpbahn AG, 100 %
  - Firstbahn AG, 100 %
  - Bergbahn Lauterbrunnen–Mürren AG, 94,8 %
  - Harderbahn AG, 88,7 %
  - Parkhaus Lauterbrunnen AG, 100 %
  - Jungfrau Shopping AG, 100 %
  - Grindelwald Grund Infrastruktur AG (GGI), 80 %
  - Jungfrau Gastronomie AG, 100 %
  - Jungfraubahnen Management AG, 67 %, agiert seit 2000 als Betriebsführerin der oben genannten JBH-Konzerngesellschaften sowie der beiden Bahnen der Berner Oberland-Bahnen AG (BOB)
  - Sphinx AG Jungfraujoch, 57,1 %, Eigentümerin des Observatoriums mit Forschungslabors auf dem Sphinxfelsen
- Assoziierte Gesellschaften (at equity konsolidiert)
  - Gondelbahn Grindelwald–Männlichen AG, 35,5 %
  - Skilift Bumps AG, 22,7 %, Skilift auf dem Wickibort
- Sonstige Beteiligungen (nicht konsolidiert)
  - Intersport Rent-Network Jungfrauregion AG, 12,5 %
  - Berner Oberland-Bahnen AG, 8,1 %, (siehe auch Jungfraubahn Management AG)

## Kritik
Die Jungfraubahnholding wird kritisiert, dass sie zu sehr auf den Massentourismus, vor allem aus Übersee, setzt und damit ein wirtschaftliches Klumpenrisiko hat. Dies zeigte sich während der Corona-Pandemie, als die Gästezahlen ihr unterstellter Unternehmen einbrachen. Ausserdem sei die Gesellschaft mächtig, denn sie sei ein wichtiger Arbeitgeber. Nachdem das Geschäft der Jungfraubahn-Gruppe wegen der negativen Auswirkungen der Corona-Pandemie massiv gelitten hatte, normalisierte sich die Lage nach der Aufhebung der letzten Restriktionen ab dem zweiten Halbjahr 2022 schrittweise. Der Verkehrsertrag mit 139,2 Millionen Franken entsprach einer Steigerung von 77 % gegenüber dem Vorjahr. Zu diesem Ergebnis trugen die Segmente Jungfraujoch – Top of Europe 81,8 Millionen Franken (+88 %), die Erlebnisberge 27,0 Millionen Franken (+80 %) und der Wintersport 30,4 Millionen Franken (+50 %) bei. Im ersten Halbjahr 2023 hatte die Jungfraubahn-Gruppe die Pandemie laut eigener Pressemitteilung definitiv überwunden. Gerade die Gäste aus Indien, Südostasien, Südkorea oder den USA holten viele Reisen nach, welche während der Covid-Jahre nicht stattfinden konnten.